# Geranium punctatum
Geranium punctatum är en näveväxtart som beskrevs av Hort. och A.T. Johnson. Geranium punctatum ingår i släktet nävor, och familjen näveväxter. Inga underarter finns listade i Catalogue of Life.